# Procuratore generale della Florida

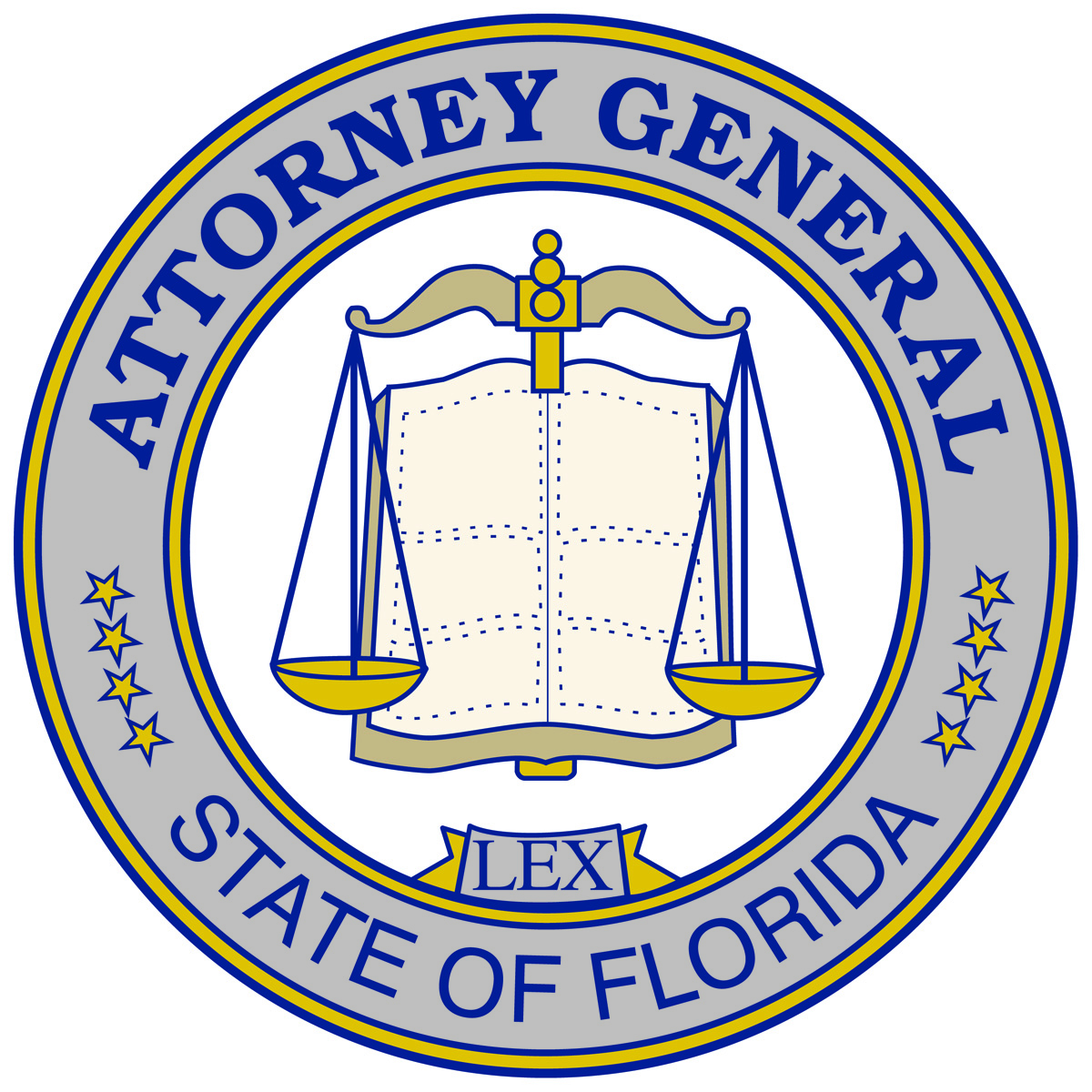
Sigillo del Procuratore generale della Florida

Il procuratore generale della Florida (Florida attorney general) è un ufficiale di gabinetto eletto nello stato americano della Florida. Il procuratore generale serve come il principale funzionario giuridico dello Stato ed è responsabile del Florida Department of Legal Affairs.

## Elenco
| N. | Nome                  | Mandato                          | Partito politico |
| -- | --------------------- | -------------------------------- | ---------------- |
| 1  | Joseph Branch         | 1845-1846                        |                  |
| 2  | Augustus Maxwell      | 1846–1848                        | Democratico      |
| 3  | James T. Archer       | 1848                             | Democratico      |
| 4  | David P. Hogue        | 1848–1853                        |                  |
| 5  | Mariano D. Papy       | 1853–1861                        |                  |
| 6  | John B. Galbraith     | 1861–1868                        |                  |
| 7  | James Westcott III    | 1868                             | Democratico      |
| 8  | A. R. Meek            | 1868–1870                        |                  |
| 9  | Sherman Conant        | 1870–1871                        |                  |
| 10 | J.B.C. Drew           | 1871-1872                        |                  |
| 11 | Horatio Bisbee, Jr.   | 1872                             | Repubblicano     |
| 12 | J.P.C. Emmons         | 1872–1873                        |                  |
| 13 | William A. Cocke      | 1873-1877                        |                  |
| 14 | George P. Raney       | 1877-1885                        | Democratico      |
| 15 | Charles Merian Cooper | 1885-1889                        | Democratico      |
| 16 | William Bailey Lamar  | 1889-1903                        | Democratico      |
| 17 | James B. Whitfield    | 1903-1904                        | Democratico      |
| 18 | W.H. Ellis            | 1904–1909                        |                  |
| 19 | Park Trammell         | 1909–1913                        | Democratico      |
| 20 | Thomas F. West        | 1913–1917                        |                  |
| 21 | Van C. Swearingen     | 1917–1921                        |                  |
| 22 | Rivers Buford         | 1921–1925                        |                  |
| 23 | J.B. Johnson          | 1925–1927                        |                  |
| 24 | Fred Henry Davis      | 1927–1931                        | Democratico      |
| 25 | Cary D. Landis        | 1931–1938                        |                  |
| 26 | George Couper Gibbs   | 1938–1941                        |                  |
| 27 | J. Thomas Watson      | 1941–1949                        |                  |
| 28 | Richard Ervin         | 1949–1964                        | Democratico      |
| 29 | James W. Kynes        | 1964–1965                        | Democratico      |
| 30 | Earl Faircloth        | 1965–1971                        | Democratico      |
| 31 | Robert L. Shevin      | 1971–1979                        | Democratico      |
| 32 | James C. Smith        | 1979–1987                        | Democratico      |
| 33 | Bob Butterworth       | 3 gennaio 1987 - 4 novembre 2002 | Democratico      |
| 34 | Richard E. Doran      | 5 novembre 2002 - 3 gennaio 2003 |                  |
| 35 | Charlie Crist         | 3 gennaio 2003 - 2 gennaio 2007  | Repubblicano     |
| 36 | Bill McCollum         | 2 gennaio 2007 - 4 gennaio 2011  | Repubblicano     |
| 37 | Pam Bondi             | 4 gennaio 2011 - 8 gennaio 2019  | Repubblicano     |
| 38 | Ashley Moody          | 8 gennaio 2019 - 21 gennaio 2025 | Repubblicano     |
| 39 | James Uthmeier        | 17 febbraio 2025 - in carica     | Repubblicano     |